# Eggi
Eggi is een plaats (frazione) in de Italiaanse gemeente Spoleto.